# Thái Bình
Thái Bình (pronunciaciónⓘ) es una ciudad ubicada en el delta del río Rojo en el norte de Vietnam. Es la capital de la provincia de Thái Bình. La ciudad se encuentra a 110 km de Hanói. El área de la ciudad es de 67,7 kilómetros cuadrados, con una población de 210 000 personas en 2006.

## Historia
En el siglo X, el área se encontraba bajo el dominio del clan Trần, que ascendió al poder para convertirse en la dinastía Trần de Vietnam a principios del siglo XIII. La ciudad de Thái Bình se desarrolló cerca de la Pagoda Keo, construida en 1061.
Antes de que el primer ministro la declarara ciudad en junio de 2004, Thái Bình ya era tratada como una ciudad. La ciudad es el centro económico y cultural de su provincia. Thai Binh Medical College se considera una de las facultades de medicina de mayor calidad en Vietnam.

## Clima
| Parámetros climáticos promedio de Thái Bình                                  | Parámetros climáticos promedio de Thái Bình | Parámetros climáticos promedio de Thái Bình | Parámetros climáticos promedio de Thái Bình | Parámetros climáticos promedio de Thái Bình | Parámetros climáticos promedio de Thái Bình | Parámetros climáticos promedio de Thái Bình | Parámetros climáticos promedio de Thái Bình | Parámetros climáticos promedio de Thái Bình | Parámetros climáticos promedio de Thái Bình | Parámetros climáticos promedio de Thái Bình | Parámetros climáticos promedio de Thái Bình | Parámetros climáticos promedio de Thái Bình | Parámetros climáticos promedio de Thái Bình |
| Mes                                                                          | Ene.                                        | Feb.                                        | Mar.                                        | Abr.                                        | May.                                        | Jun.                                        | Jul.                                        | Ago.                                        | Sep.                                        | Oct.                                        | Nov.                                        | Dic.                                        | Anual                                       |
| ---------------------------------------------------------------------------- | ------------------------------------------- | ------------------------------------------- | ------------------------------------------- | ------------------------------------------- | ------------------------------------------- | ------------------------------------------- | ------------------------------------------- | ------------------------------------------- | ------------------------------------------- | ------------------------------------------- | ------------------------------------------- | ------------------------------------------- | ------------------------------------------- |
| Temp. máx. abs. (°C)                                                         | 31.7                                        | 31.9                                        | 35.9                                        | 37.0                                        | 38.0                                        | 39.0                                        | 39.2                                        | 37.2                                        | 36.3                                        | 33.9                                        | 32.5                                        | 30.1                                        | 39.2                                        |
| Temp. máx. media (°C)                                                        | 19.3                                        | 19.3                                        | 21.9                                        | 26.2                                        | 30.5                                        | 32.2                                        | 32.6                                        | 31.6                                        | 30.3                                        | 28.1                                        | 25.0                                        | 21.6                                        | 26.5                                        |
| Temp. media (°C)                                                             | 16.3                                        | 16.9                                        | 19.4                                        | 23.3                                        | 26.9                                        | 28.6                                        | 29.2                                        | 28.4                                        | 27.0                                        | 24.4                                        | 21.1                                        | 17.8                                        | 23.3                                        |
| Temp. mín. media (°C)                                                        | 14.2                                        | 15.3                                        | 17.8                                        | 21.4                                        | 24.5                                        | 26.0                                        | 26.7                                        | 25.9                                        | 24.6                                        | 21.7                                        | 18.3                                        | 15.0                                        | 20.9                                        |
| Temp. mín. abs. (°C)                                                         | 4.1                                         | 5.5                                         | 6.7                                         | 12.8                                        | 16.9                                        | 19.4                                        | 21.9                                        | 21.6                                        | 16.5                                        | 11.6                                        | 9.1                                         | 4.4                                         | 4.1                                         |
| Precipitación total (mm)                                                     | 26                                          | 27                                          | 49                                          | 84                                          | 164                                         | 201                                         | 207                                         | 298                                         | 318                                         | 224                                         | 65                                          | 25                                          | 1686                                        |
| Días de precipitaciones (≥ 1 mm)                                             | 9.4                                         | 13.4                                        | 17.0                                        | 13.4                                        | 12.5                                        | 13.0                                        | 12.1                                        | 15.5                                        | 15.3                                        | 12.4                                        | 7.9                                         | 6.1                                         | 147.9                                       |
| Horas de sol                                                                 | 73                                          | 39                                          | 42                                          | 92                                          | 194                                         | 187                                         | 212                                         | 177                                         | 180                                         | 175                                         | 142                                         | 126                                         | 1639                                        |
| Humedad relativa (%)                                                         | 85.4                                        | 88.7                                        | 90.7                                        | 90.0                                        | 86.1                                        | 83.6                                        | 82.4                                        | 86.3                                        | 86.8                                        | 84.9                                        | 82.3                                        | 82.8                                        | 85.8                                        |
| Fuente: Instituto de Vietnam para la Ciencia y Tecnología de la Construcción |                                             |                                             |                                             |                                             |                                             |                                             |                                             |                                             |                                             |                                             |                                             |                                             |                                             |